# Laranda uai
Laranda uai är en insektsart som beskrevs av Carina Marciela Mews 2008. Laranda uai ingår i släktet Laranda och familjen syrsor. Inga underarter finns listade i Catalogue of Life.